# 嶌村剛雄
嶌村 剛雄（しまむら つよお、1928年3月10日 - 1994年6月4日）は、日本の会計学者。元明治大学教授（在職死亡）。

## 略歴
熊本市出身。立教大学卒、同大学院経済学研究科博士課程満期退学、1977年「会計上の資産概念に関する研究」で、明治大学より経営学博士の学位を取得。明治大学経営学部助教授、教授を務め、在任中に66歳で死去した。

## 著書
- 『資産会計論』中央経済社 1966
- 『体系会計諸則精説』中央経済社 1967
- 『経営分析の基礎』中央経済社 1969
- 『財務諸表論の要点整理』中央経済社 税理士試験要点整理シリーズ　1969
- 『修正会計原則逐条詳解』税務経理協会 1971
- 『簿記の学び方』白桃書房 1971
- 『財務諸表論』中央経済社 税理士試験受験学習カード　1973
- 『税理士試験受験学習カード 財務諸表論』中央経済社 1974
- 『新会計原則逐条詳解 連結財表原則併説』税務経理協会 1975
- 『新体系会計諸則精説』中央経済社 1975
- 『資産会計の基礎理論』中央経済社 1976
- 『財務諸表論の学び方』税務経理協会 1977
- 『会計原則コンメンタール 解説文献の研究』中央経済社 1979
- 『会計諸則の完全整理 財務諸表論の総まとめ』税務経理協会 1979
- 『税理士受験財務諸表論の必修用語』白桃書房 1979
- 『税理士受験簿記論の必修仕訳』白桃書房 1981
- 『演習講座簿記』全3巻　同文館出版 1982
- 『会計原則逐条詳解』税務経理協会 1982
- 『財務諸表論の重点詳解』中央経済社 1982
- 『簿記重点の徹底解明』中央経済社 1982
- 『財務諸表論の総チェック』税務経理協会 1983
- 『財務会計原理』中央経済社 1984
- 『簿記会計基本算式 使い方・覚え方』税務経理協会 税理士試験必携　1984
- 『会計制度史料訳解』白桃書房 1985
- 『会計学一般原理』白桃書房 1989
- 『会計原則学習ハンドブック』中央経済社 1990
- 『図解会計学入門』税務経理協会 1991
- 『体系財務会計論』中央経済社 1991
- 『簿記会計問題精説』中央経済社 1991
- 『財務諸表論精説』税務経理協会 1993
- 『商法計算書類規則学習ハンドブック』中央経済社 1993
- 『簿記の学び方 1(入門編)』中央経済社 簿記・会計ステップアップシリーズ　1993
- 『簿記の学び方 2(実力編)』中央経済社 簿記・会計ステップアップシリーズ　1993
- 『体系商法会計精説』税務経理協会 1994
- 『会計の学び方』中央経済社 簿記・会計ステップアップシリーズ 1995
- 『会計法規学習ハンドブック』中央経済社 1995

### 共編著
- 『体系簿記論』山口年一共著 税務経理協会 1972
- 『体系財務諸表論』山桝忠恕共著 税務経理協会 1973
- 『勘定科目全書』山上一夫,中沢博共編 中央経済社 1974
- 『新勘定科目全書 標準勘定科目/業種別勘定科目』山上一夫,中沢博共編 中央経済社 1975
- 『基本簿記通論』古谷允寿共著 白桃書房 1976
- 『新財務諸表論基礎演習』嶋和重共著 全経出版会 1977
- 『新財務諸表論計算演習』嶋和重共著 全経出版会 1977
- 『体系会計学習辞典』編著 税務経理協会 1978
- 『会計処理全書』編著 中央経済社 1979
- 『税理士受験税法諸科目の必修用語』編著 白桃書房 1979
- 『体系会計諸則集 対照・解説』責任編集 白桃書房 1979
- 『要説簿記』平井克彦共著 白桃書房 1979
- 『税理士試験財務諸表論模擬テスト』横山和夫共編著 中央経済社 1981
- 『明解財務諸表』編 泉文堂 経営経理基礎講座　1982
- 『明解所得税法』編 泉文堂 経営経理基礎講座　1982
- 『明解法人税法』編 泉文堂 経営経理基礎講座　1982
- 『明解簿記』編 泉文堂 経営経理基礎講座　1982
- 『会計法令様式ハンドブック』編著 同文館出版 1984
- 『会社決算と税務申告』小早川増雄共著 白桃書房 1986
- 『大学簿記学教科書』編著 共栄出版 1986
- 『売上税早わかり』岩崎勇共著 一橋出版 1987
- 『決算実務ハンドブック』編著 中央経済社 1987
- 『企業会計の現状と展望』編著 白桃書房 1988
- 『財務諸表の理論と実際』編著 第三出版 1988
- 『実務・消費税』岩崎勇共著 一橋出版 1989
- 『簿記会計学習ハンドブック』編著 中央経済社 1989
- 『国際会計論』編著 白桃書房 1990
- 『大学基本簿記』編著 白桃書房 1990
- 『財務会計の基礎知識』編著 東京経済情報出版 1993
- 『比較会社法会計論』編著 白桃書房 1993
- 『新勘定科目全書』山上一夫共編著 中央経済社 2002

## 論文
- ＜嶌村剛雄